# Peter Norton (Informatiker)
Peter Norton (* 14. November 1943 in Aberdeen, Washington) ist ein US-amerikanischer Softwareentwickler und Unternehmer. Bekannt wurde Peter Norton durch die Entwicklung von Hilfsprogrammen für das kommandozeilen-orientierte Betriebssystem DOS in den 1980er Jahren.

## Leben
Seine Eltern waren Frederick Copple Norton und June Jefferies. Er hat einen Bruder John Norton. Er war von 1983 bis 2000 mit Eileen Harris verheiratet.
1985 schrieb Norton bei Microsoft Press das Standardwerk Advanced MS-DOS Programming, das neben Andrew Schulmans Buch Undocumented DOS zu den Klassikern auf diesem Gebiet gehört. Ebenfalls sehr populär war Peter Norton’s Assemblerbuch, das 1988 als deutsche Übersetzung erschien.
Nortons Firma Peter Norton Computing wurde 1990 von Symantec übernommen. Aus den hieraus generierten Erlösen gründeten er und seine Frau Eileen Harris-Norton die Kunststiftung Norton Family Foundation.
1999 ersteigerte Peter Norton Briefe des Autors J.D. Salinger, um dessen Privatsphäre zu schützen.
2007 heiratete er Gwen Adams.

## Software
- Norton Utilities, eine Sammlung verschiedener Analyse- und Wartungsprogramme für den PC
- Norton Commander, ein Hilfsprogramm zur Datei- und Datenträgerverwaltung
- Norton Desktop, eine grafische Benutzeroberfläche

## Ehrungen
- Der 1982 entdeckte Asteroid (4115) Peternorton wurde nach ihm benannt.

## Bücher
- Inside the IBM PC: Access to Advanced Features & Programming Techniques. ISBN 978-0-89303-556-3.
- The Peter Norton Programmer's Guide to the IBM PC. ISBN 978-0-914845-46-1.
- Peter Norton's Introduction to Computers. ISBN 978-0-02-801318-3.

## Referenzen
- Peter Norton in der Notable Names Database (englisch)